# Битва при Каннанурі (1506)
Битва при Каннанурі — морська битва, що відбулася в березні 1506 року в гавані міста Каннанур (сучасний Каннур) в Індії, між індійським флотом заморина Калікута і португальським флотом під керівництвом Лоуренсу де Алмейда, сина першого віцекороля Португальської Індії Франсішку де Алмейди.

## Опис
У 1506 році Лоуренсу де Алмейда, що носив титул «Головного капітана Індійського моря» (Capitão-mor do Mar da Índia) і був сином першого віцекороля Індії Франсішку де Алмейда, був відправлений батьком проти заморина Калікута, місцевого володаря, який не припиняв військові акції, спрямовані проти португальської присутності в індійському регіоні. Лоуренсо з невеликою командою з 11 кораблів відплив до порту Каннанур, де йому вдалося перехопити флот заморина, який налічував понад 200 одиниць суден різного типу, деякі з яких були оснащені артилерійськими гарматами, виготовленими за допомогою двох міланських зброярів. Для підтримки індійських збройних сил були також задіяні невеликі підрозділи османських військових.
Попри явну чисельну перевагу супротивника, португальській ескадрі вдалося взяти верх над флотом заморіна, потопивши кілька човнів і захопивши два найбільші, з численними полоненими;
Незабаром після цієї перемоги відбувся черговий португальський успіх під час облоги Каннанура в 1507 р., а згодом поразка португальців у морській битві при Чаулі в 1508 р., під час якої загинув переможець битви при Каннанурі Лоуренсо де Алмейда.

## Цікаві факти
Серед інших португальців участь у битві під Каннанурі брав також двадцятишестирічний моряк Фернандо Магельяно, який був поранений під час битви, проте зумів вижити. Пізніше він перейшов на службу до Іспанії і під іменем Фернан Магеллан очолив першу морську навколосвітню експедицію.